# (7865) Françoisgros
(7865) Françoisgros ist ein Asteroid des inneren Hauptgürtels, der am 21. März 1982 vom belgischen Astronomen Henri Debehogne am La-Silla-Observatorium (IAU-Code 809) der Europäischen Südsternwarte in Chile entdeckt wurde.
Benannt wurde er am 17. Mai 2011 nach dem französischen Molekularbiologen François Gros (1925–2022), der die Wirkung der DNA im Zellkern für Steuerung der Produktion von Enzymen und anderen Proteinen im Cytoplasma herausfand und insbesondere einen Beitrag zur Funktionsweise der messenger RNA (mRNA) leistete.